# Teiche und Feuchtflächen im Aischgrund, Weihergebiet bei Mohrhof
Teiche und Feuchtflächen im Aischgrund, Weihergebiet bei Mohrhof este o arie protejată (arie specială de conservare — SAC, sit de importanță comunitară — SCI) din Germania întinsă pe o suprafață de 420,55 ha, integral pe uscat.

## Localizare
Centrul sitului Teiche und Feuchtflächen im Aischgrund, Weihergebiet bei Mohrhof este situat la coordonatele 49°39′46″N 10°51′06″E / 49.6628°N 10.8517°E.

## Înființare
Situl Teiche und Feuchtflächen im Aischgrund, Weihergebiet bei Mohrhof a fost declarat sit de importanță comunitară în noiembrie 2004 pentru a proteja 5 specii de animale. Situl a fost protejat și ca arie specială de conservare în aprilie 2016.

## Biodiversitate
Situată în ecoregiunea continentală, aria protejată conține 6 habitate naturale: Ape stătătoare oligotrofe până la mezotrofe, cu vegetație de Littorelletea uniflorae și/sau de Isoëto-Nanojuncetea, Lacuri eutrofice naturale cu vegetație de tip Magnopotamion sau Hydrocharition, Pajiști cu Molinia pe soluri calcaroase, turboase sau argilos-nămoloase (Molinion caeruleae), Fânețe de joasă altitudine (Alopecurus pratensis, Sanguisorba officinalis), Păduri de stejar și carpen Galio-Carpinetum, Păduri aluvionare cu Alnus glutinosa și Fraxinus excelsior (Alno-Padion, Alnion incanae, Salicion albae).
La baza desemnării sitului se află mai multe specii protejate:
- amfibieni (1): triton cu creastă (Triturus cristatus)
- mamifere (1): liliac cu urechi mari (Myotis bechsteinii)
- nevertebrate (1): Vertigo angustior
- pești (2): țipar (Misgurnus fossilis), boarță (Rhodeus amarus)